# 桂常北バイパス
桂常北バイパス（かつらじょうほくバイパス）は茨城県東茨城郡城里町内を通る国道123号のバイパスである。

## 概要
起点・城里町粟 - 石塚間は現道の東側、同町石塚 - 終点・那珂西間は現道の西側をバイパスする計画となっている。バイパス名称の「桂常北」とは、平成の大合併によって発足した城里町の旧自治体であった桂村と常北町を由来とする。
城里町石塚市街地の現道区間には、クランク型交差点が存在し慢性的な渋滞が起こっているほか、市街地がある常陸台地から那珂川低地にかけて、急勾配・急カーブが複合する手這坂（てはいざか）があり、冬季に路面凍結が生じることから交通障害となっているため、走行性・安全性の向上を図るべく、石塚市街地を迂回するバイパスを計画し整備事業が進められている。

### 路線データ
- 起点：茨城県東茨城郡城里町粟[1]
- 終点：茨城県東茨城郡城里町那珂西[1]
- 総延長：7.58 km[1]
- 計画幅員：28 m/車道部14 m（3.25 m×暫定2車線）/歩道部3.5 m[1]
- 車線数：暫定2車線[1]（用地は4車線分確保）
- 総事業費：105億円（暫定2車線：約75億円[1]）

## 歴史
桂常北バイパスのうち、石塚市街地の東側を通る城里町保台 - 同町石塚間約2 kmの区間を優先整備区間として、平成12年度から設計・調査及び用地買収を進め整備事業をすすめ、城里高架橋を含む区間820 mが完成、2015年7月17日に残りの南側区間680 mを供用した。

### 年表
- 2000年度：事業化
- 2006年（平成18年）8月14日：東茨城郡城里町大字上圷 - 東茨城郡城里町大字石塚の区間（1.277 km）を道路区域に決定[2]。
- 2013年（平成25年）7月29日：東茨城郡城里町大字石塚地内の一部区間を追加して延長2.007 kmを道路区域に指定[3]。
- 2015年（平成27年）3月30日：東茨城郡城里町大字上圷 - 同町大字石塚の城里高架橋区間（820 m）を部分供用開始[4][5]。
- 2015年（平成27年）7月17日：東茨城郡城里町大字石塚地内、城里高架橋南側 - 国道123号現道交点までの区間680 mが延伸供用開始[6][7]。
- 2018年（平成30年）3月15日：東茨城郡城里町大字上圷地内のバイパス一部区間（420 m）の道路区域を指定[8]。
- 2020年（令和2年）
  - 4月24日：城里高架橋北側の500 mが延伸供用開始[9]。
  - 11月26日：東茨城郡城里町大字粟 - 同町大字石塚にバイパス（859 m）を新設する道路区域を指定[10]。

## 路線状況
桂常北バイパスのうち、城里町保台 - 同町石塚間の優先整備区間（延長約2 km）整備により、茨城県では朝夕の渋滞時の通過時間が約5分短縮され、また手這坂の冬季の交通障害の解消が図られる計画としていた。2015年7月の優先区間1.5 km部分開通後に茨城県が行った整備効果に関する検証では、石塚市街地の日中12時間あたりの交通量が約1万1400台から6700台へと40%減少し、手這坂から石塚市街地を抜けるために7分かかっていた旅行時間が2分30秒にまで短縮できたという調査結果が報告されている。

### 道路施設
- 城里高架橋（東茨城郡城里町下圷 - 石塚）
  - 橋長：225 m 高架橋の下に県道61号日立笠間線が通っている。

## 地理

### 通過する自治体
- 茨城県
  - 東茨城郡城里町

### 交差する主な道路
- 茨城県道61号日立笠間線
- 茨城県道356号城里那珂線（計画中）

## 関連事項
- 国道123号
- 城里町
- 日本のバイパス道路一覧
- 関東地方の道路一覧